# Meu Coração É Teu Altar
Meu Coração é Teu Altar é o trigésimo terceiro álbum de estúdio da cantora Shirley Carvalhaes, lançado em abril de 2016 pela gravadora Sony Music Brasil.
Gravado entre os anos de 2015 e 2016, a obra foi produzida por Ronny Barboza, Cleybinho e Edmilson Braga. Shirley Carvalhaes esteve responsável por todas as etapas de direção artística da obra. O disco contém as regravações de "Como na Primeira Vez" e "Adorar", gravadas pelo grupo Casa de Davi e Bruna Lopez. A obra recebeu avaliações positivas da mídia especializada.

## Faixas
| N.º            | Título                                      | Compositor(es)                  | Duração |  |
| 1.             | "Como na Primeira Vez" (part. Gidel Lannes) | Gidel Lannes                    | 6:23    |  |
| 2.             | "Vou Adorar"                                | Rey Sena                        | 4:27    |  |
| 3.             | "Não Vou Desistir" (part. Matheus Aguiar)   | Matheus Aguiar                  | 5:23    |  |
| 4.             | "A Hora é Essa"                             | Denner de Souza                 | 4:10    |  |
| 5.             | "Um Escolhido"                              | Anderson Peres                  | 5:09    |  |
| 6.             | "Adorar"                                    | Anderson Freire                 | 5:46    |  |
| 7.             | "Roda da Vitória"                           | Junior Maciel e Josias Teixeira | 4:47    |  |
| 8.             | "Maior em Excelência"                       | Denner de Souza                 | 4:33    |  |
| 9.             | "Vai Dar Certo"                             | Junior Maciel e Josias Teixeira | 4:23    |  |
| 10.            | "É pra Guerrear"                            | Reginaldo Domingos              | 4:32    |  |
| Duração total: | Duração total:                              | Duração total:                  | 49:36   |  |

| Críticas profissionais | Críticas profissionais |
| Avaliações da crítica  | Avaliações da crítica  |
| Fonte                  | Avaliação              |
| ---------------------- | ---------------------- |
| Super Gospel           | [ 3 ]                  |

## Ficha técnica
- Shirley Carvalhaes - vocal
- Ronny Barboza - produção musical, arranjos, teclados, piano e coberturas
- Cleybinho - produção musical, arranjos, guitarra, violão, vocal de apoio
- Edmilson Braga - produção musical, arranjos, violão, teclado, vocal de apoio e mixagem
- Kleyton Martins - teclado
- Quiel Nascimento - arranjo de cordas
- Charles Martins - baixo
- André Rodrigues - baixo
- Daniel Pires da Silva - viola
- Hedy Barboza - produção vocal e vocal de apoio
- Paulo Zuckini - vocal de apoio
- Paloma Possi - vocal de apoio
- Beresix - vocal de apoio
- Valmir Bessa - bateria
- Bene Maldonado - mixagem
- Edinho Cruz - mixagem
- Luciano Vassão - masterização